# Neuenfelde
Neuenfelde o en baix alemany Neenfeld és un barri del districte d'Harburg al sud-oest de l'estat d'Hamburg a Alemanya, a la confluència de l'Elba i de l'Este. A la fi de 2012 tenia 4 418 habitants a una superfície de 15,5 km².

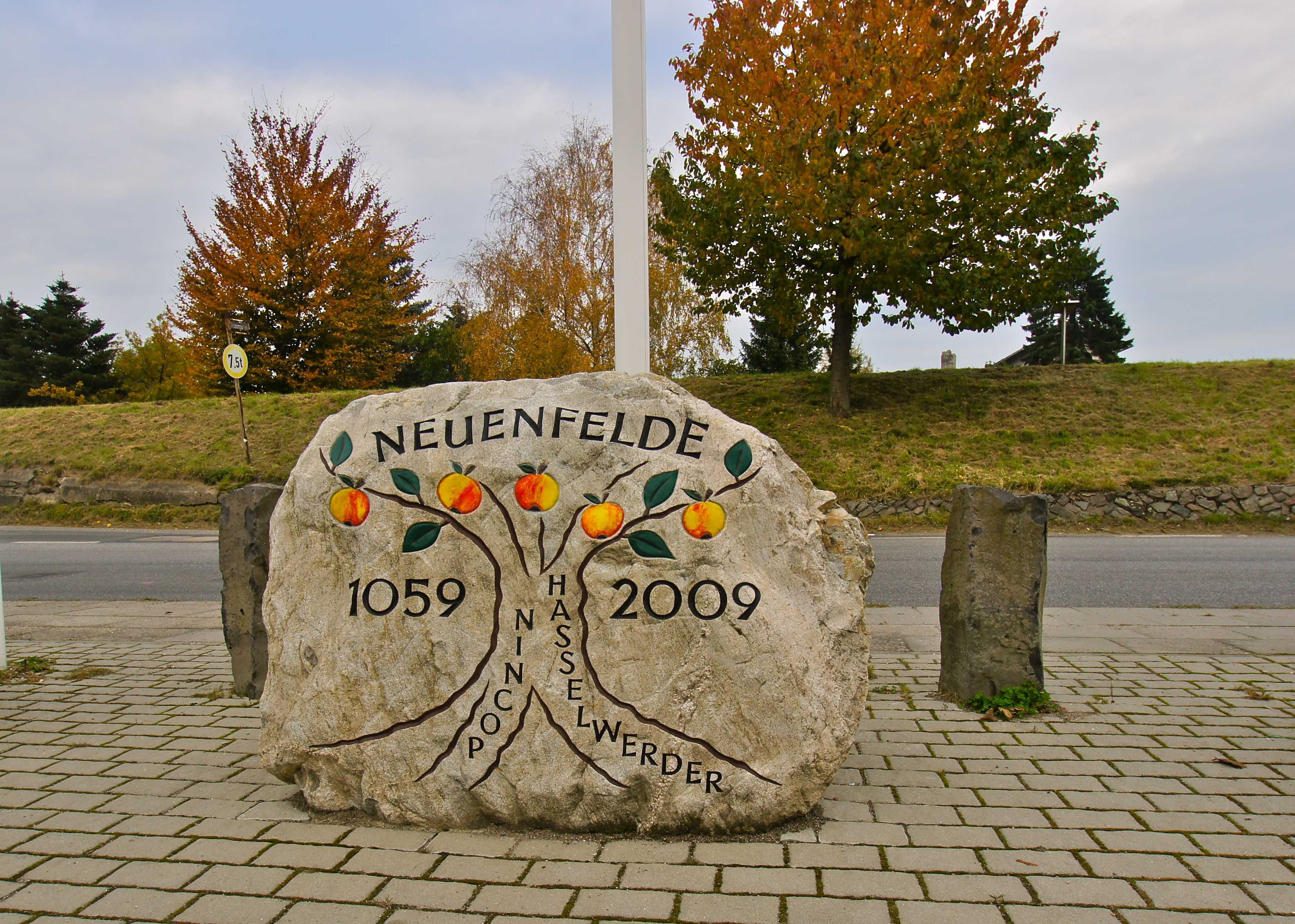
Pedra commemorativa del 950 aniversari del primer esment escrit d'Hasselwerder

El nom significa camp nou (neuen = nou i felde = camp) i refereix a la terra nova que va conquerir-se dels aiguamolls de la vall de l'Elba. El barri actual va crear-se a l'inici del segle xx, dins del districte d'Harburg de la província prussiana de Hannover en fusionar dos pobles, Nincop i Hasselwarder, fundats pels colonialistes holandesos, convidats per a aplicar les tècniques de crear pòlders i dics, des del segle xii. El 1937, després de la llei de l'àrea metropolitana d'Hamburg van passar de Baixa Saxònia a Hamburg.
Neuenfelde fa part de l'Alte Land: els pòlders al marge esquerre de l'Elba entre Hamburg i Baixa Saxònia, del qual el terra fèrtil és idoni per a la fructicultura: principalment drupes: Pomes, peres… Junt amb els Vier- i Marschlande a l'est d'Hamburg, forma l'hort de la metròpolis.

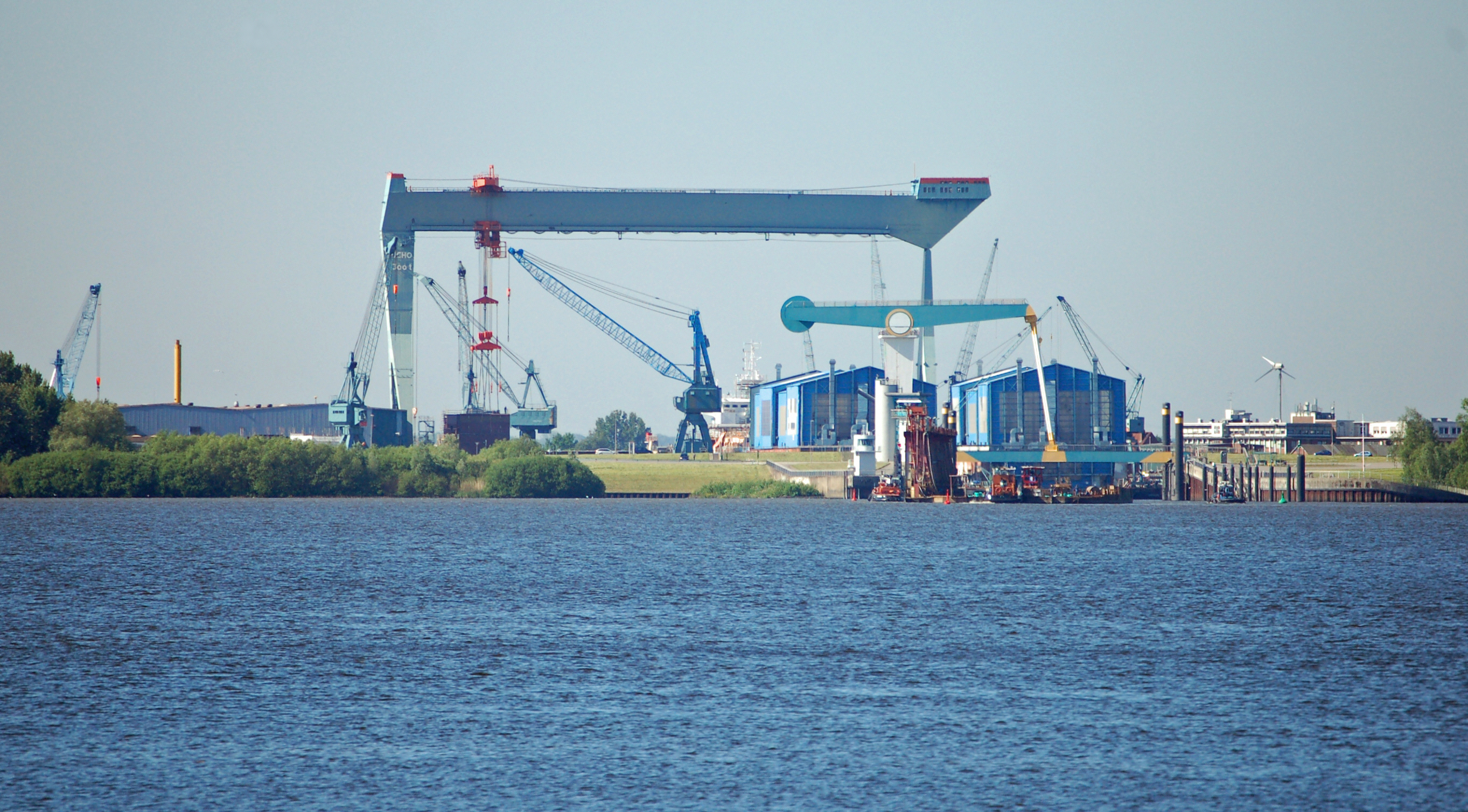
La drassana Sietas, vist des de l'Elba

A la desembocadura de l'Este es troba la drassana de J.J. Sietas, fundada el 1635 és la drassana més antiga encara en activitat d'Hamburg. Al costat es troba una filial especialitzada en la fabricació de grues per a vaixells. La Pista d'aterratge de la fàbrica d'Airbus de Finkenwerder es troba parcialment al territori de Neuenfelde.

## Fills predilectes
- Arp Schnitger (1648-1719), orguener
- Franz Caspar Schnitger (1693-1729), orguener
- Carsten Sietasch, (segle XVII) fundador de la drassana Sietas

## Llocs d'interès
- La masia-fusteria d'Arp Schnitger
- L'església de Pancraci de Roma
- L'orgue d'Arp Schnitger a l'església de Pancraci
- El pont lliscant de l'antiga protecció contra l'alta mar a l'Este
- La nova protecció contra l'alta mar (Estesperrwerk)
- El parc natural de Finkenwerder Süderelbe
- Els senders als dics seguint el curs de l'Elba i de l'Este

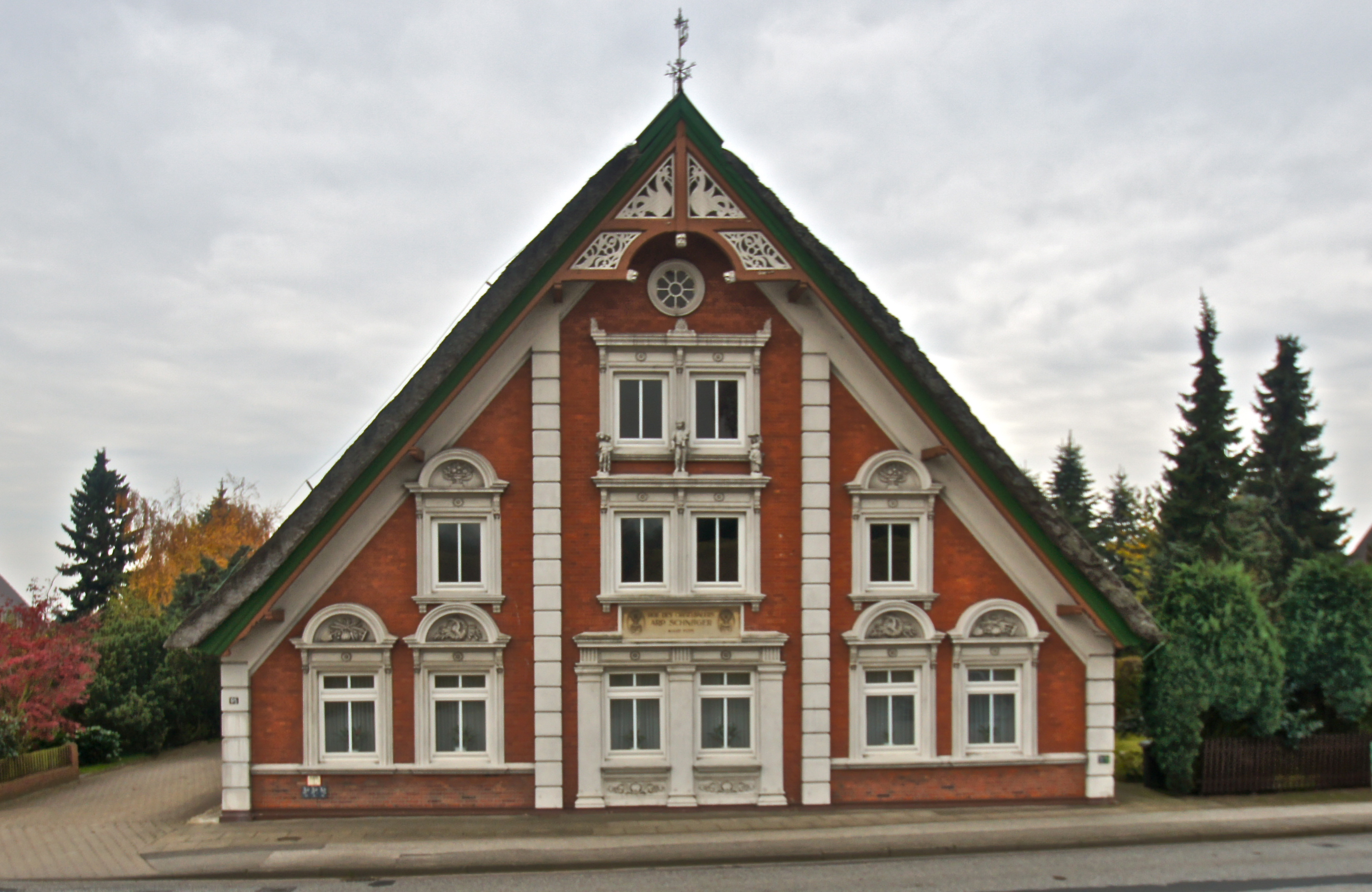
La masia-fusteria d'en Arp Schnitger
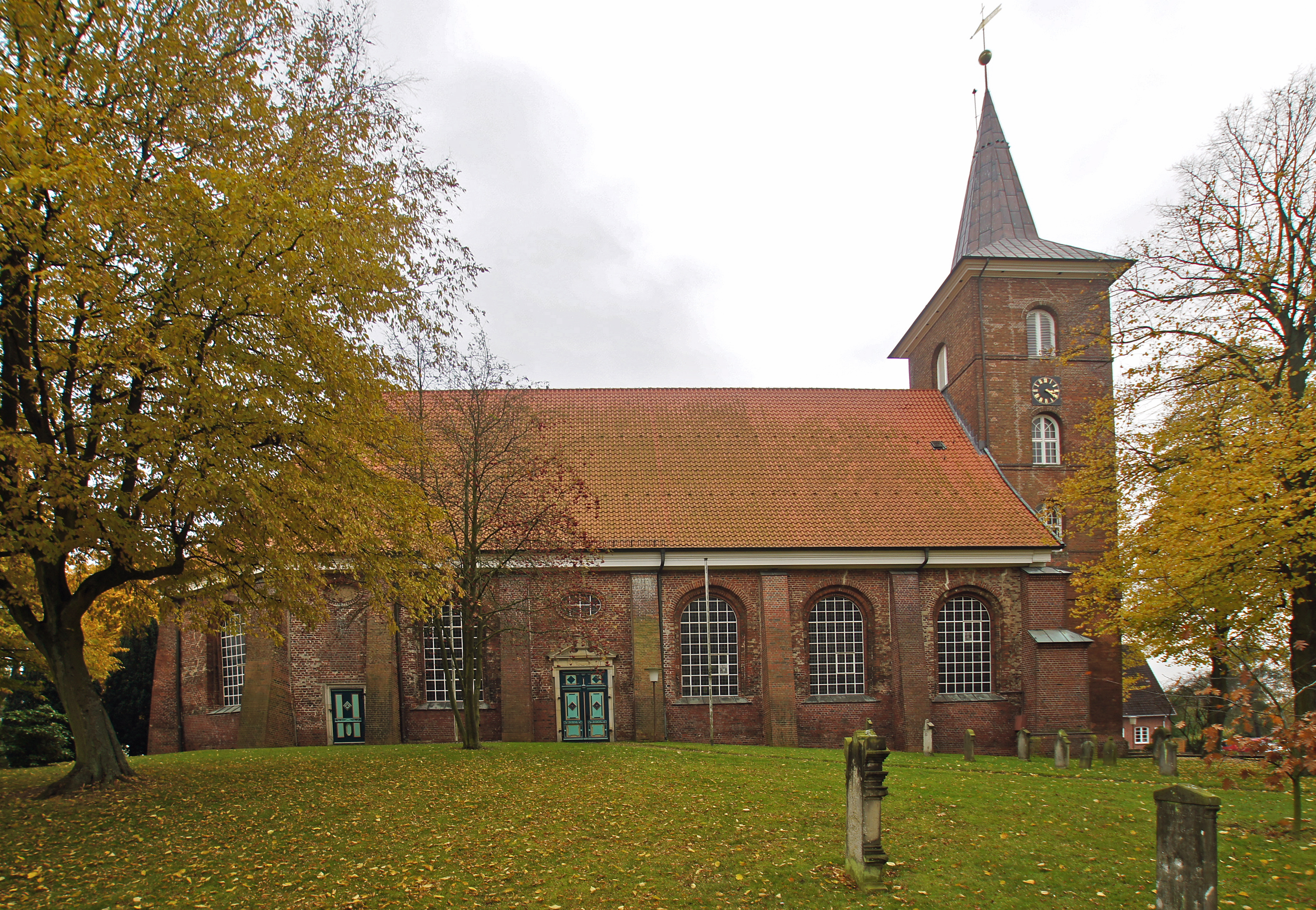
Església de Pancraci de Roma
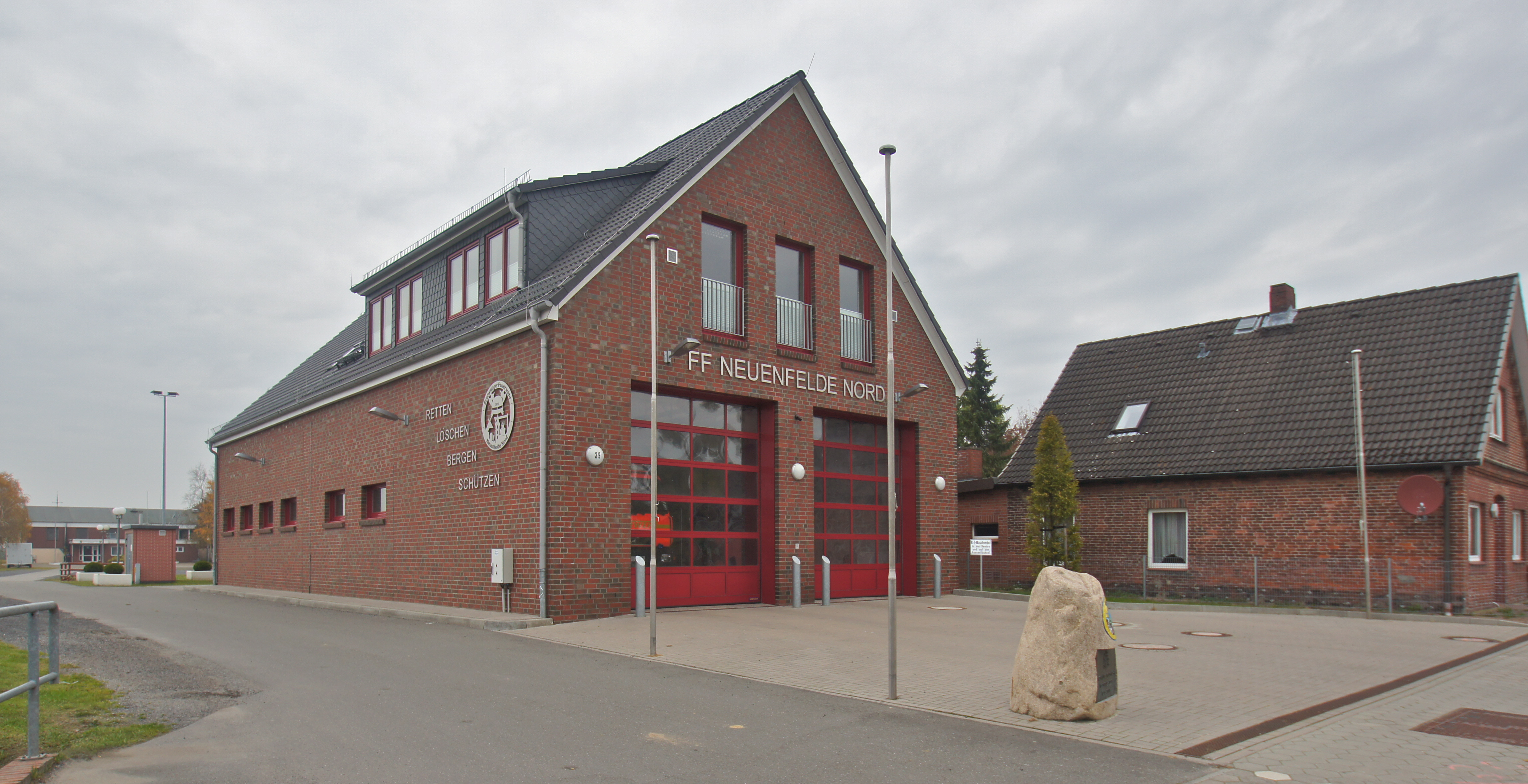
Quarter dels bombers
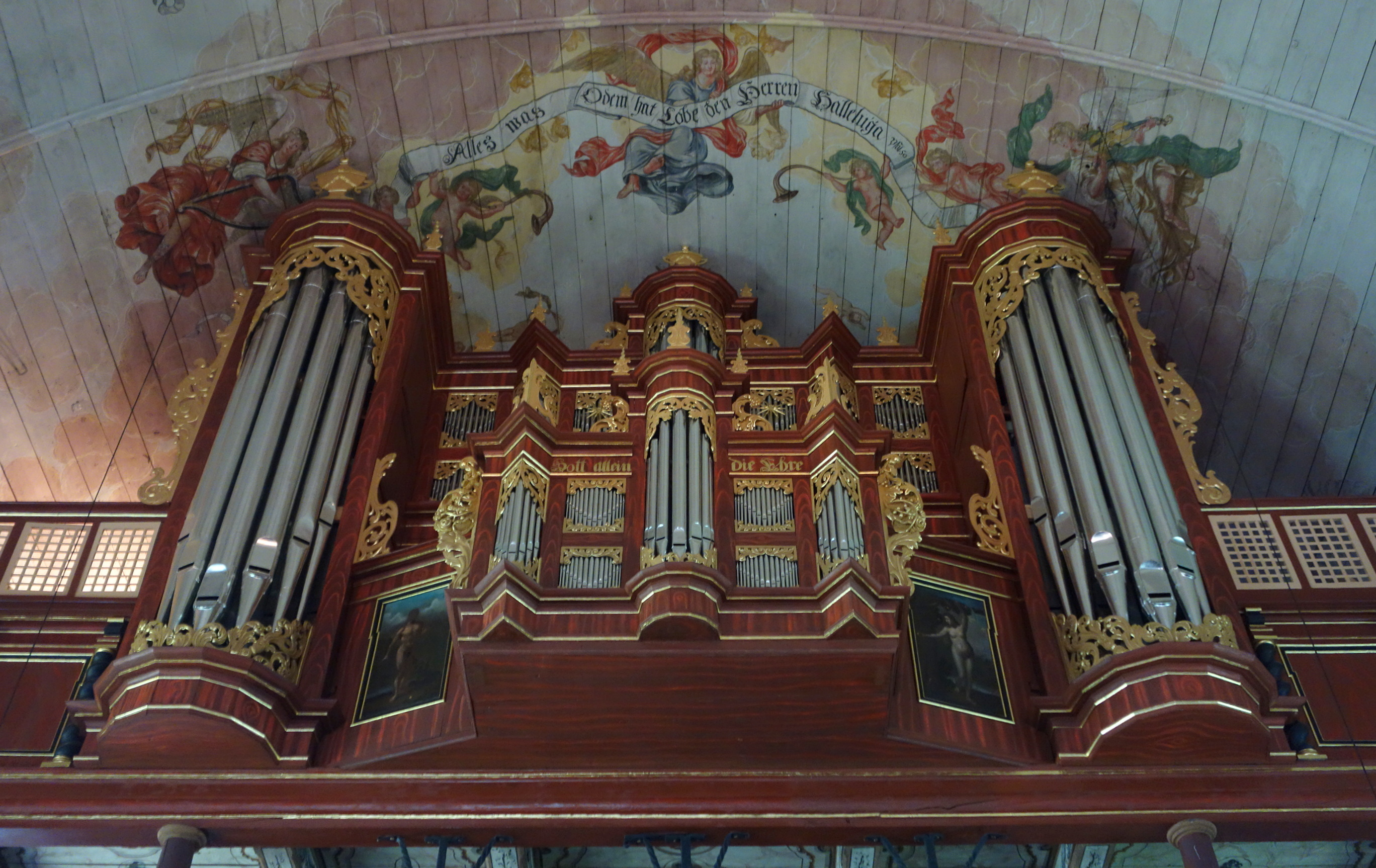
L'orgue d'en Arp Schnitger
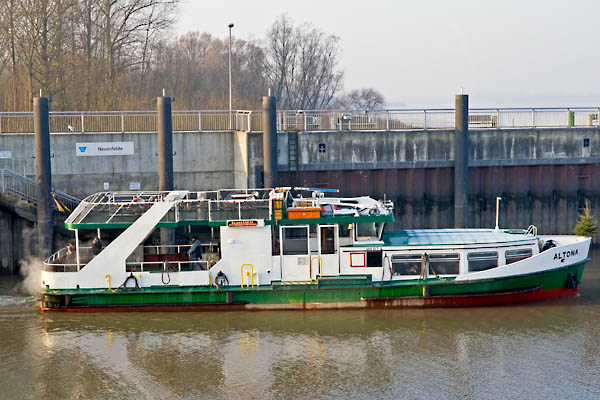
Parada del bac de l'HVV cap a Blankenese
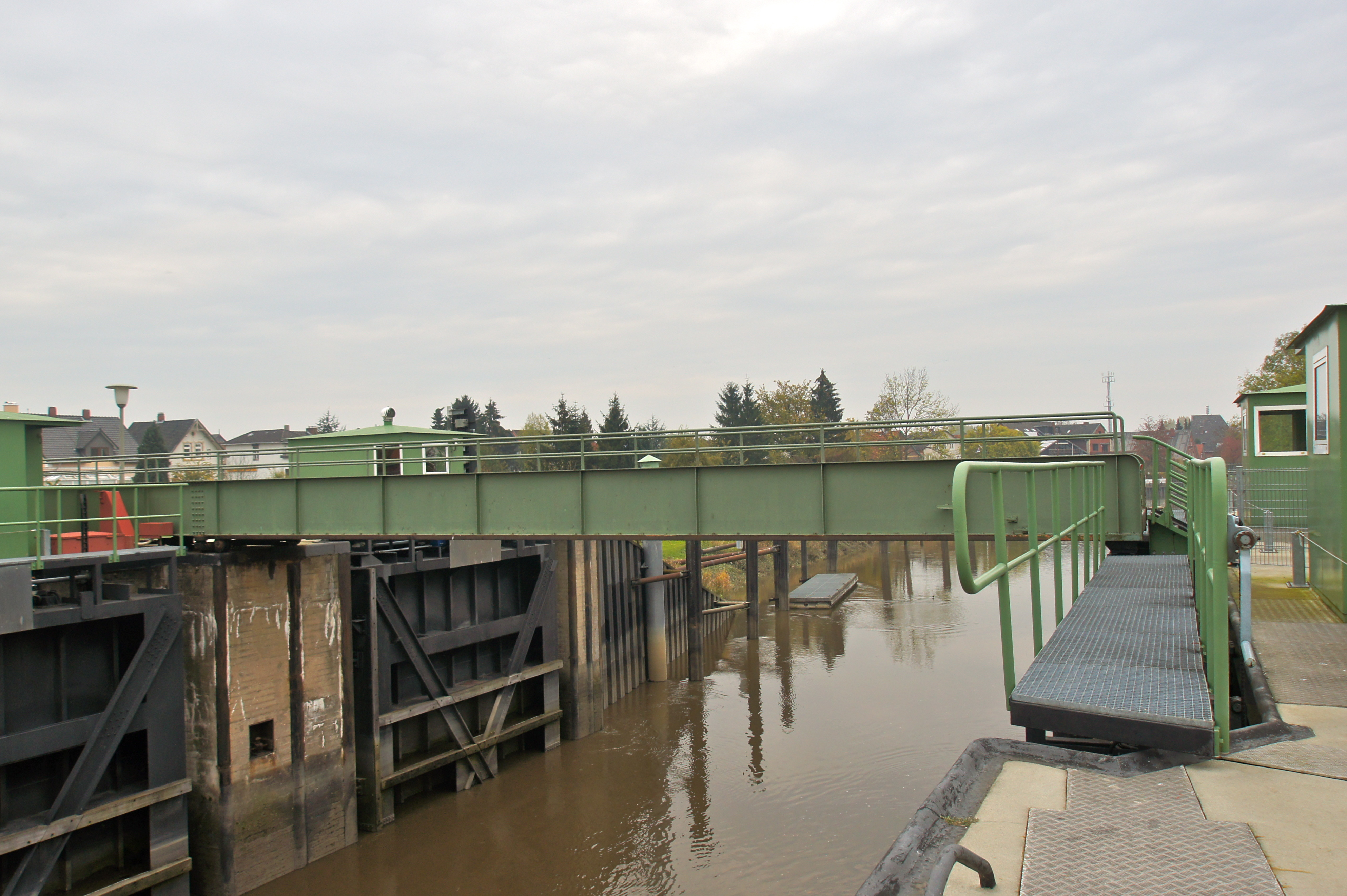
El pont lliscant per a vianants a l'Este